# Hochblassen
Nicht zu verwechseln mit der Hochblasse (1989 m) in den Ammergauer Alpen.
Der Hochblassen ist ein wenig begangener, 2703 m ü. NHN hoher Berg aus Wettersteinkalk im Wettersteingebirge. Er besitzt neben dem Hauptgipfel noch den sogenannten Signalgipfel mit 2698 Meter Höhe. Zuerst bestiegen wurde er am 24. August 1871 von Hermann von Barth und dem Bauernsohn Peter Klaisl.

## Lage

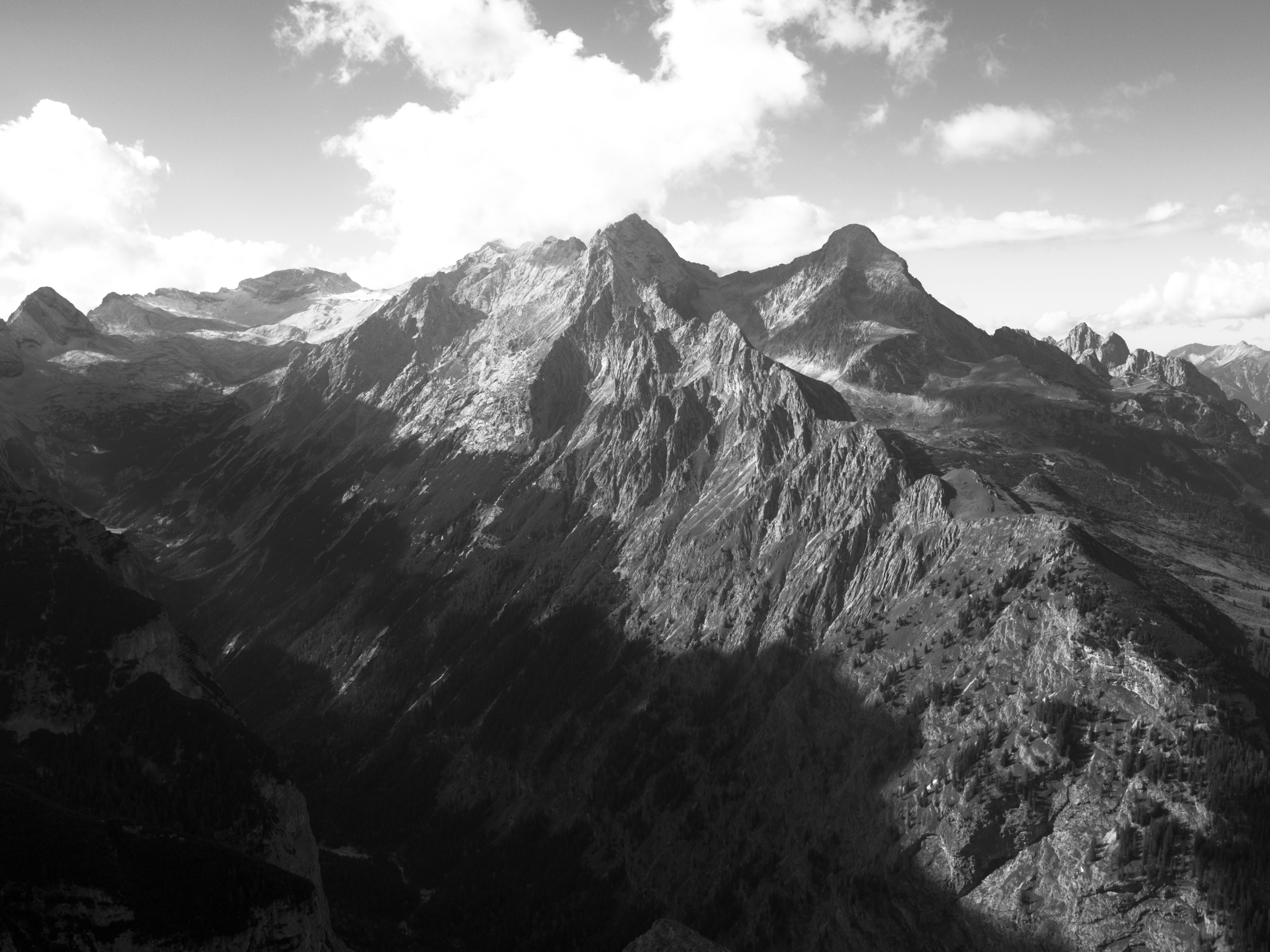
Über dem Reintal führt der Blassengrat zum Hochblassen, markant rechts daneben die Alpspitze.

Der Berg liegt ca. 4,5 Kilometer östlich der Zugspitze. Er bildet den Eckpunkt dreier Grate: Nach Westen der Höllentalgrat, nach Osten der Blassengrat, nach Norden ein Verbindungsgrat zur Alpspitze.
Nach Westen hin verbindet der Höllentalgrat den Hochblassen mit der Zugspitze und trennt das Höllental vom Reintal. Über nahezu den gesamten Höllentalgrat verläuft die als Jubiläumsgrat bezeichnete Kletterführe, nicht jedoch über den Hochblassen, der in seiner südwestlichen Flanke umgangen wird.
Nach Osten verbindet der Blassengrat den Hochblassen mit der Blassenspitze 2460 m, dem Hohen Gaif 2289 m und dem Mauerschartenkopf 1924 m. Dieser Grat trennt das Grießkar vom Reintal.
Nach Norden schließlich ist der Hochblassen über die Grießkartscharte 2465 m mit der Alpspitze 2620 m verbunden. Die Alpspitze verdeckt den Hochblassen, so dass er aus Garmisch nicht sichtbar ist.
Nach Norden, zum Grießkar hin, besitzt der Berg eine etwa 500 Meter hohe, sehr steile und schroffe Wand. Nach Süden ins Reintal haben die Wände eine Höhe von über 900 Metern.

## Stützpunkt und Besteigung
Stützpunkte für den Zugang zum Hochblassen sind die Höllentalangerhütte (1381 m, drei Stunden Aufstieg zur Grießkarscharte), das Kreuzeckhaus oder die Bergstation Osterfelderkopf 2033 m der Alpspitzbahn.
Ältere Karten verzeichnen einen Klettersteig, der von der Jubiläumsgrat-Führe abzweigend auf dem Höllentalgrat zum Gipfel des Hochblassen führt. Sämtliche Klettersteigsicherungen sind inzwischen jedoch abgebaut.
Der leichteste Anstieg führt von der Grießkarscharte (2463 m) aus südlich über den Verbindungsgrat zwischen Alpspitze und Hochblassen. Diese Route wurde 1881 zuerst begangen und wird heute mit dem Schwierigkeitsgrad UIAA II an einigen Stellen beschrieben, die Besteigung über den Blassengrat jedoch mit UIAA III. An der Nord- und Südseite des Berges befinden sich anspruchsvolle und ernsthafte Kletterrouten vom Schwierigkeitsgrad UIAA V an aufwärts.